# 김영한 (교수)

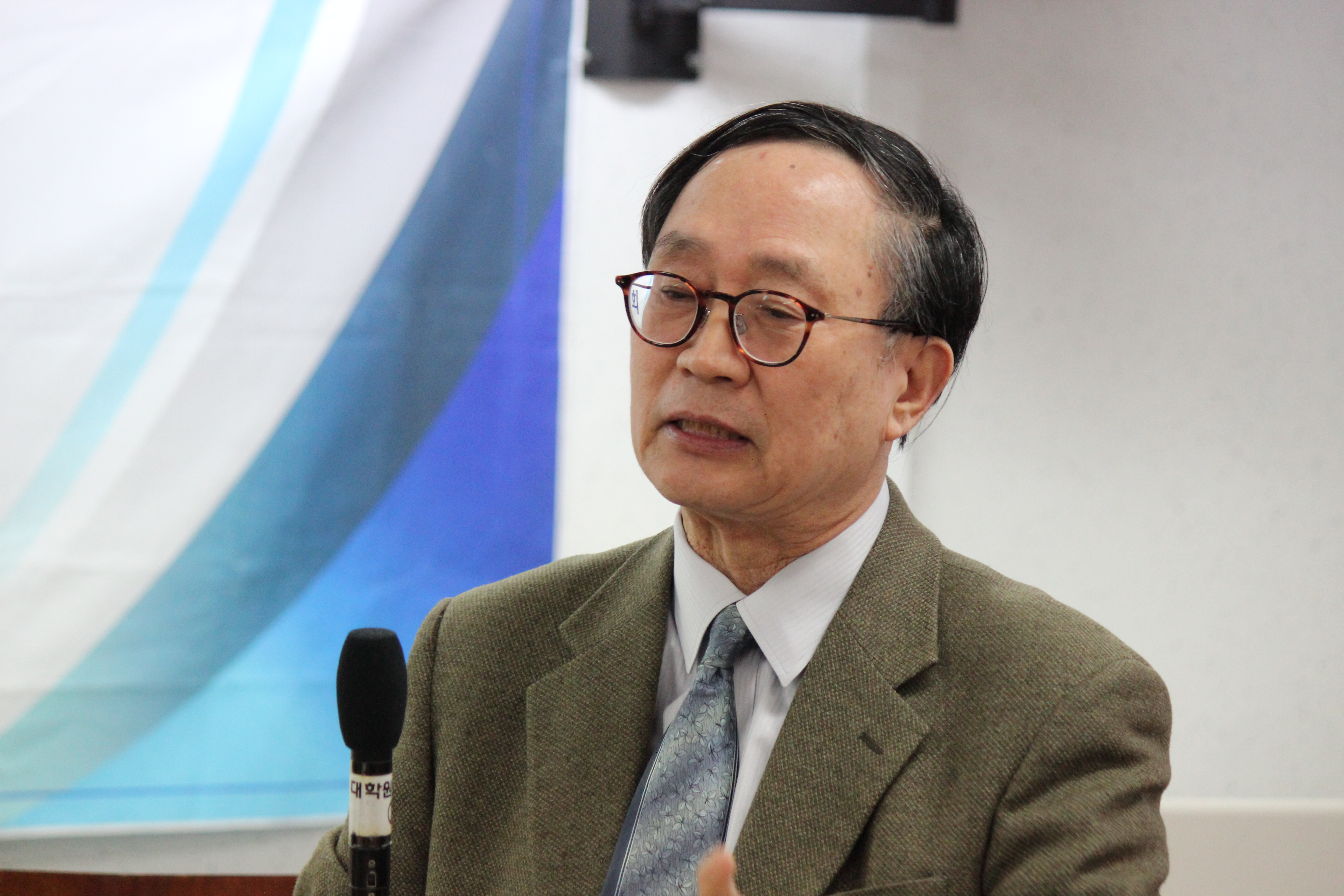
김영한박사 백석대학교 서울 캠퍼스

김영한(金英漢, 1946년 10월 18일~)은 대한민국의 기독교 철학자이며, 신학자 겸 교육인이다.
기독교 철학 교수 겸 교육인인 그는 1996년 4월, 한국개혁신학회를 창립하고 회장을 역임하였으며 숭실대학교 기독교학대학원을 설립하였고 초대원장, 2대, 3대, 5대 6대 원장을 역임하였다. 2011년 8월 이후부터는 숭실대학교 기독교학과 교수를 은퇴하여 동교 명예교수를 역임하였다. 1998년부터 기독교학술원 원장을 지내고 있으며, 2010년 샬롬나비(샬롬을꿈꾸는 나비행동, 개혁주의 이론실천학회) 시민운동을 창립하고 상임대표가 되었다. 한국복음주의신학회 학회지 성경과 신학에만 약 30여 편의 글을 기고하고 그의 학문 영역에 관련된 학회지에 수많은 논문들을 기고하였다. 독일의 현대신학자들을 학술적으로 한국에 소개하는데 결정적인 영향을 주었다고 알려져 있다. 해석학, 그리고 기독교 문화과 기독론에 대한 연구에 공헌하고 있다. 한국개혁신학회, 한국복음주의신학회, 한국해석학회, 그리고 한국기독교철학회의 회장을 역임하였다. 학계에서는 해석학과 현대신학 분야에서 그의 연구와 공헌은 학술적으로 신학분야에 크게 영향을 준것으로 평가한다.

## 학력
- 서울대학교 문리과 대학 철학과, B. A. (문학사), 1971년
- 하이델베르크 대학교 Ph.D.(철학박사), 1974년
- 하이델베르크 대학교 Th.D.(신학박사), 1984년
- 미국 프린스턴 신학교 Visiting Scholar, 1984년-1985년
- 영국 캠브리지 대학 신학부 Visiting Scholar, 1990년-1991년
- 미국 예일 대학교 신학부 Visiting Fellow, 1991년-1992년
- 독일 복훔대 신학부 Visiting Scholar, 2004년 3월-2004년 8월
- 미국 프린스턴 신학교 Visiting Scholar, 2004년 9월-2005년 2월

## 경력
- 1971년-1974: 독일정부초청(DAAD, Deutscher Akademischer Austauscher Dienst)장학생,
- 1978년 3월-2012년 3월: 숭실대학교
- 1980년 4월: 대한예수교 장로회(통합) 남노회 목사안수,
- 1982년- 1998년: 기독교학술원 창립 및 부원장,
- 1986년-1989년: 1991년-2003년, 숭실대 한국기독교문화연구소장,
- 1978년-1981년, 1999년-2002년: 숭실대 교목실장
- 1986년 4월-1996년 4월, 2004년 4월-2006년 4월: 한국 복음주의 신학회 학회지 ｢성경과 신학｣, 편집위원
- 1986년-1987년: 서울대 기독교 동문회장,
- 1989년 – 현재: 자유지성 300인회 이사,
- 1995년 – 현재: 서울대 총동창회 이사,
- 1994년-1998년: 한국 기독교총연합회 남북교회협력위원회위원,
- 1996년-1998년: 한국 기독교총연합회 통일정책위원회 총무,
- 1998년-현재: 기독교학술원 2대 원장
- 1996년-2004년: 한국개혁신학회 창립 및 초대, 2대, 3대 회장
- 1996년 4월-2000년 4월: 한국복음주의신학회 부회장,
- 1998년-2004년: 한국기독교철학회 창립 및 부회장
- 1998년-2003년: 숭실대 기독교학대학원 설립, 초대, 2대 3대 대학원장
- 2000년 3월-현재: 서울대 기독교동문회 증경회장단 위원,
- 2000년-2002년: 한국복음주의신학회장
- 2002년-현재: 한국복음주의협의회 신학위원장
- 2004년-현재: 한국개혁신학회 고문
- 2004년-2006년: 한국해석학회장
- 2005년-2009년: 숭실대 기독교학대학원 5대 6대 대학원장
- 2006년 9월-현재: 한국해석학회 고문
- 2006년-현재: 한국기독교철학회 제 4대, 5대, 6대 회장
- 2008년-현재: 아시아 복음주의 연맹 신학위원장
- 2009년-현재: 한국복음주의조직신학회 고문
- 2010년 6월-현재: 샬롬나비(샬롬을 꿈꾸는 나비행동, 개혁주의 이론실천학회) 상임대표
- 2012년 3월- 현재: 숭실대 기독교학과 명예교수

## 저서
1. Husserl und Natorp. Studien zur Letztbegründung der Philosophie bei Husserls Phänomenologie und Natorps Neukantianisher Theorie. (phil. Diss. Heidelberg, 1974)
2. Phänomenologie und Theologie. Studien zur Fruchtbarmachung des Husserlschen transzendental-phänomenologischen Denkens zum christlich-dogmatischen Denken. (theol. Diss. Heidelberg, 1984)
3. 기독교신앙개설(형설출판사,1982,1995( 완전개정판))
4. 바르트에서 몰트만까지(대한기독교서회,1982,2001(20판))
5. 현대신학의 전망(대한기독교서회,1984,1992(5판))
6. 하이데거에서 리꾀르까지(박영사,1987,1994(4판))
7. 현대신학과 개혁신학(대학촌,1990)
8. 평화통일과 한국기독교(풍만,1990)
9. 한국기독교문화신학(성광문화사,1992)
10. 개혁신학이란 무엇인가(IVP, 1994)
11. 21세기와 개혁신학(한국 장로교 출판사, 1998) 제 1권, 21세기와 개혁사상, 387쪽
12. 제 2권, 포스트모더니즘과 개혁신학, 285쪽
13. 제 3권, 개혁신학의 현대적 이해, 573쪽
14. 헬무트 틸리케(살림 출판사, 2005년), 337쪽
15. 21세기 문화신학 시리즈 제 1권, 21세기 세계관과 개혁신앙, 예영 커뮤니케이션, 2006년 8월, 360쪽
16. 21세기 문화신학 시리즈 제 2권, 21C 문화변혁과 개혁신앙., 예영커뮤니케이션, 2007년 5월, 368쪽
17. 21세기 문화신학 시리즈 제 3권, 21C 사이버-및 생명문화 개혁신앙. 예영커뮤니케이션, 2007년 9월, 464쪽
18. 21세기 문화신학 시리즈 제 4권,『21세기 한국기독교문화와 개혁신앙』, 예영 커뮤니케이션, 2008년 4월,
19. 『포스트모던 시대의 세계관』, 숭실대 출판부, 2009년, 2월
20. 『기독교 세계관』, 기독교 세계관 시리즈 제 1권, 숭실대 출판부, 2010년 2월,
21. 『안토니우스에서 베니딕트』, 정통 기독교영성가 시리즈(1), 서울: 기독교학술원 출판사, 2011년 2월
22. 『쉴라이에르마허에서 리꾀르까지』, 현대 철학적 해석학의 흐름, 숭실대 출판부, 2011년 2월
23. 『개혁주의 평화통일신학 - 선진사회적 자유민주통일론 -』 숭실대 출판부, 2012.
24. 『영적분별: 개혁신학의 입장에서 본』, 킹덤북스, 2014.
25. 『나세렛 예수: 개혁정통신앙에서 본』, 제 1권, 킹덤북스, 2017.
26. 『나세렛 예수: 개혁정통신앙에서 본』, 제 2권, 킹덤북스, 2021.

## 상훈
- 1989년 열암학술상 수상(저서: 하이데거에서 리꾀르까지, 박영사),
- 1993년 한국기독교출판문화최우수저작상 수상(저서: 한국기독교문화신학, 성광문화사),
- 1999년 숭실대교수저작상 수상(저서: 21세기와 개혁신학I, II, III, 한국장로교출판사),
- 2011년 교육분야 숭실펠로십교수(SFP, Soongsil Fellowship Professor) 선정,
- 2012년 교육분야 숭실펠로십교수(SFP, Soongsil Fellowship Professor) 선정,
- 2012년 대한민국 옥조근정훈장
- 한국 칼빈주의자 및 개혁주의 기독교인 9인(3위) 선정 등재, FamousFix Lists[4]
- 21세기 칼빈주의자 및 개혁주의 신학자 104인(7위) 선정 등재, FamousFix Lists[5]

## 같이 보기
- 한국개혁신학회
- 한국기독교철학회
- 세계칼빈학회
- 한국개혁신학회
- 한국복음주의조직신학회
- 한국조직신학회
- 한국장로교신학회
- 요한칼빈탄생500주년기념사업회
- 종교개혁500주년기념일
- 한국의 신학자 목록
- 개혁신학자
- 권호덕
- 정일웅
- 안명준
- 이승구